# دراغون بول
دراغون بول (باليابانية ドラゴンボール دوراغون بورو، حرفيًا "كرة التنين") هي سلسلة إعلامية ابتكرها أكيرا تورياما. المانغا الأصلية كتبها ورسمها تورياما ونُشرت في شونين جمب الأسبوعية من عام 1984 حتى عام 1995، وتحتوي 519 فصل و42 مجلد تانكوبون وتنشرها شوئيشا. دراغون بول مستوحاة من الرواية الصينية التقليدية رحلة إلى الغرب. تحكي القصة عن مغامرات سون غوكو منذ طفولته حتى بلوغه بينما يتمرن على الفنون القتالية ويستكشف العالم باحثًا عن الأجرام السماوية السبعة المسماة كرات التنين والتي تستدعي تنين يمنح الأمنيات عند جمعها. أثناء رحلته، غوغو يصادف العديد من الأصدقاء ويحارب مجموعة متنوعة من الأشرار، كثير منهم يسعون إلى كرات التنين أيضًا.
تحولت مانجا دراغون بول الأصلية إلى سلسلتين أنمي: (دراغون بول وتم عرضه من 1986 إلى 1989 ودراغون بول زد تم عرضه من 1989 إلى 1996). لاحقًا تم عمل جزء غير متعلق بالقصة الأساسية (فلر) يدعى دراغون بول جي تي وتم عرضه من 1996 إلى 1997. بعد ذلك تم عرض أنمي دراغون بول كاي و هو عبارة عن إعادة إنتاج لدراغون بول زد لكن بجودة عالية الدقة مع حذف حلقات الفلر وحذف الكثير من المشاهد المهمة.
لاحقًا تم عمل جزء دراغون بول سوبر عبارة عن تتمّة لأحداث دراغون بول زد، أُلّفت أحداثه من قبل أكيرا تورياما نفس مؤلف المانغا الأصلية.
آخر جزء تم إنشاءه هو سوبر دراغون دايما و هو أنمي مستوحى من لعبة بنفس الاسم وغير متعلق بأحداث القصة وبدأ عرضه في 2018 وما زال مُستمرًا، وتم الإعلان عن مسلسل جديد باسم دراغون بول دايما المقرر إصداره في خريف 2024.
أثناء عرض هذه الأنميات تم عرض 20 فلم عن دراغون بول.
ويعتبر دراغون بول سبباً لظهور أشهر أنميات الشونين لكونه ثوري وألهم الكاتب الاقتباس منه ويعتبر أكثر عمل أثر على صناعة الأنمي.[بحاجة لمصدر]

## وصلات خارجية
- الموقع الرسمي